# Спекбак-ле-Ба
Спекба́к-ле-Ба (фр. Spechbach-le-Bas) — упразднённая коммуна на северо-востоке Франции в регионе Эльзас — Шампань — Арденны — Лотарингия, департамент Верхний Рейн, округ Альткирш, кантон Альткирш. Упразднена и с 1 января 2016 года объединена с коммуной Спекбак-ле-О в новую коммуну Спекбак на основании Административного акта № 50 от 19 ноября 2015 года.
Площадь коммуны — 4,14 км², население — 779 человек (2006) с тенденцией к снижению: 705 человек (2012), плотность населения — 170,3 чел/км².

## Население
Численность населения коммуны в 2011 году составляла 721 человек, а в 2012 году — 705 человек.
| 1962 | 1968 | 1975 | 1982 | 1990 | 1999 | 2004 | 2006 | 2008 | 2009 | 2011 | 2012 |
| ---- | ---- | ---- | ---- | ---- | ---- | ---- | ---- | ---- | ---- | ---- | ---- |
| 385  | 393  | 404  | 475  | 591  | 625  | 745  | 779  | 748  | 733  | 721  | 705  |

Динамика населения:

## Экономика
В 2010 году из 485 человек трудоспособного возраста (от 15 до 64 лет) 377 были экономически активными, 108 — неактивными (показатель активности 77,7 %, в 1999 году — 70,0 %). Из 377 активных трудоспособных жителей работали 361 человек (194 мужчины и 167 женщин), 16 числились безработными (6 мужчин и 10 женщин). Среди 108 трудоспособных неактивных граждан 48 были учениками либо студентами, 39 — пенсионерами, а ещё 21 — были неактивны в силу других причин.
На протяжении 2011 года в коммуне числилось 271 облагаемое налогом домохозяйство, в котором проживало 711,5 человек. При этом медиана доходов составила 26000 евро на одного налогоплательщика.

## Достопримечательности (фотогалерея)

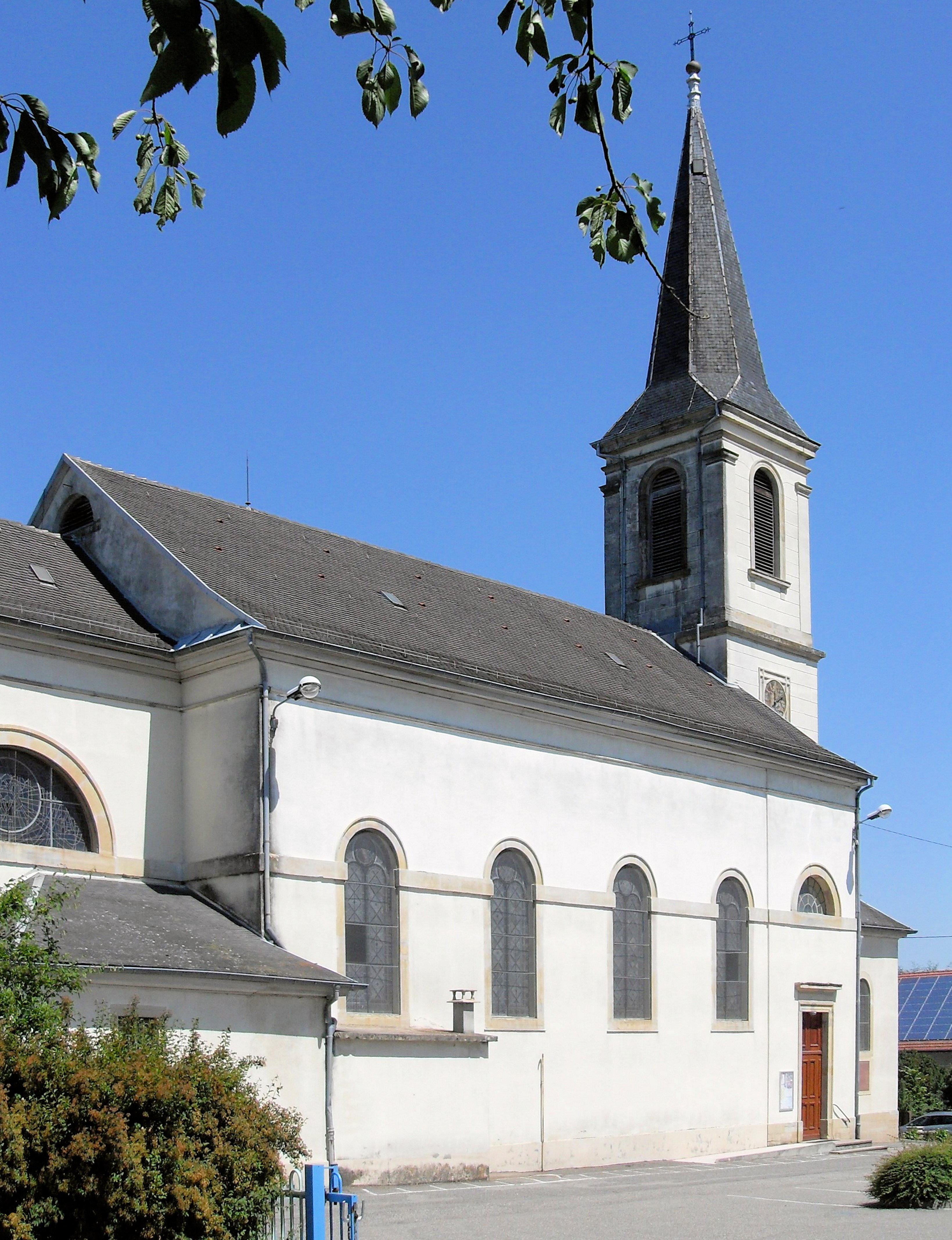
Церковь Святого Августина
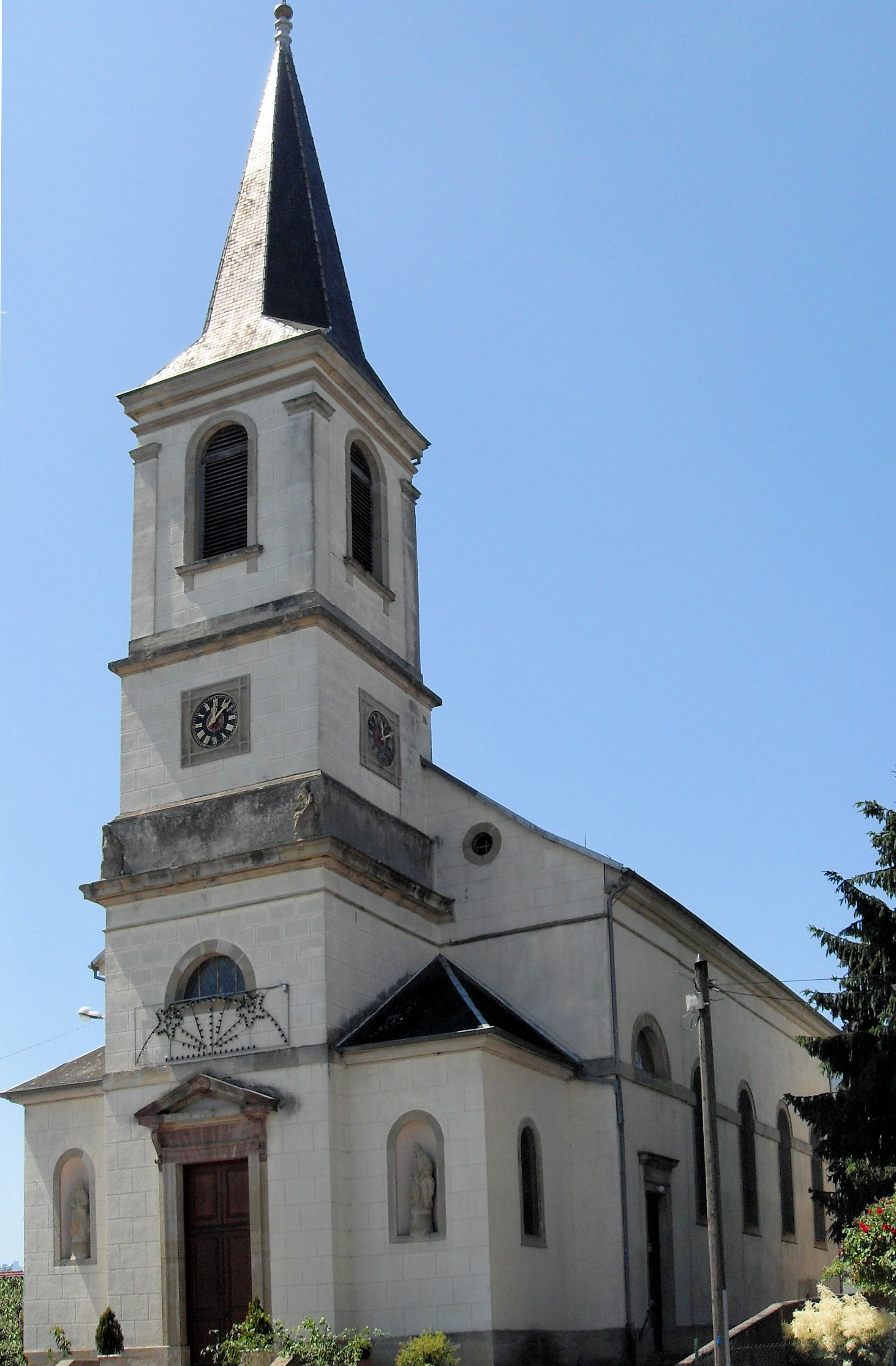
Колокольня